# 仙台東二番丁郵便局
仙台東二番丁郵便局（せんだいひがしにばんちょうゆうびんきょく）は、宮城県仙台市青葉区一番町にある郵便局である。民営化前の分類では無集配特定郵便局であった。

## 概要
住所：〒980-0811　宮城県仙台市青葉区一番町一丁目1番34号
日本郵政グループ仙台ビル（旧日本郵政公社東北支社社屋、旧郵政省（郵政事業庁）東北郵政局庁舎）新館1階に設置されている（東二番丁通りに面した建物の正面側）。
入居する建物は2007年（平成19年）10月1日の民営化以降、日本郵便株式会社が「日本郵政グループ仙台ビル」として所有し、当局のほか、以下の各社が入居している。
- 日本郵便株式会社 - 東北支社・宮城監査室・仙台共通事務集約センター
- ゆうちょ銀行 - 東北エリア本部・宮城地域センター
- かんぽ生命保険 - 東北エリア本部・仙台支店
- 日本郵政株式会社 - 東北施設センター
- 日本郵政スタッフ株式会社 - 仙台支社

なお、ゆうちょ銀行仙台支店は、近隣のゆうちょ銀行仙台貯金事務センターの建物1階に、仙台中郵便局とともに併設されている。

## 沿革
- 1990年（平成2年）4月26日 - 仙台東二番丁郵便局[1]として、青葉区一番町一丁目に開局[2]。
- 2007年（平成19年）10月1日 - 民営化。
- 2012年（平成24年）10月1日 - 日本郵便株式会社発足。

## 取扱内容
- 郵便、印紙、ゆうパック
- 貯金、為替、振替、振込、国際送金、国債
- 生命保険、バイク自賠責保険
- ゆうちょ銀行ATM

## 風景印
- 表記は『仙台東二番丁』
- 図案は『東二番丁通りの街並み』
- 使用開始日は2014年（平成26年）3月11日

## 周辺
- ゆうちょ銀行仙台貯金事務センター・仙台支店、仙台中郵便局
- イムス明理会仙台総合病院
- SS30
- 仙台中央郵便局
- 七十七銀行本店
- 仙台銀行本店

## アクセス
- JR東北新幹線・東北本線・仙山線 仙台駅より徒歩約10分
- JR仙石線 あおば通駅もしくは仙台市地下鉄南北線 仙台駅からそれぞれ徒歩約7分
- 仙台市地下鉄東西線 青葉通一番町駅から徒歩約5分
- 仙台市営バス 郵政ビル前停留所ないしは宮城交通 中央四丁目停留所下車
- 駐車場なし